# Босвелия
Босвелия (Boswellia serrata) е растение, от което се произвежда индийският тамян. Във връзка с това често самото растение бива наричано индийски тамян. Среща в по-голямата част от днешна Индия и областта Пенджаб, чак до Пакистан. Има широка употреба в индийската народна медицина, известна като аюрведа.
Извлеци от растението се употребяват за облекчаване на ставни и чревни възпаления.